# Terebella copia
Terebella copia är en ringmaskart som beskrevs av Anne D. Hutchings 1990. Terebella copia ingår i släktet Terebella och familjen Terebellidae. Inga underarter finns listade i Catalogue of Life.